# Katleen Bury
Katleen Bury (nascida a 14 de outubro de 1983) é uma política e advogada belga-flamenga que é membro da Câmara dos Representantes pelo partido Vlaams Belang desde 2019.
Bury foi advogada na Ordem dos Advogados de Bruxelas. Ela também foi conselheira do Vlaamse Rand em vários gabinetes de ministros do N-VA no governo flamengo: de 2009 a 2014 com Geert Bourgeois e de 2014 a 2019 com Ben Weyts. Bury também foi conselheira municipal em Sint-Pieters-Leeuw e conselheira provincial no Brabante Flamengo de 2012 a 2018 para o N-VA.
Em janeiro de 2019, Bury deixou o N-VA e mudou-se para o Vlaams Belang. Ela ficou em segundo lugar na lista parlamentar do Brabante Flamengo nas eleições federais de 26 de maio de 2019 e foi eleita para a Câmara dos Representantes.